# Schenkelgeburt

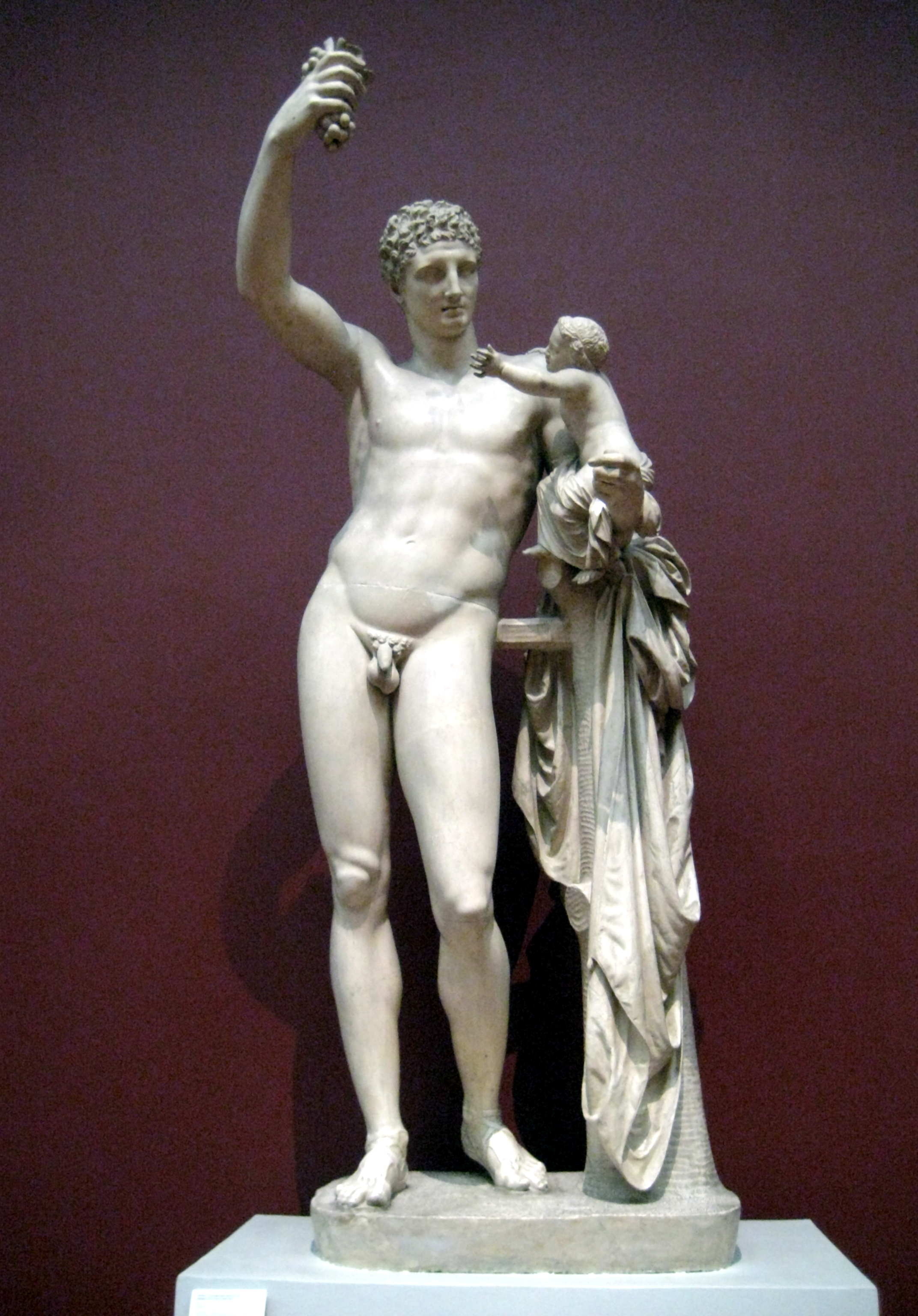
Hermes hält den geretteten Dionysos (Kopie einer antiken Statue aus dem griechischen Olympia, Puschkin-Museum Moskau, 2007)

Schenkelgeburt bezeichnet einen Vorgang in der griechischen Mythologie, bei dem der Göttervater Zeus den Dionysos (Gott des Weines und der Fruchtbarkeit) zur Welt bringt, nachdem er ihn drei Monate lang eingenäht in seinem Oberschenkel trug.

## Mythos
Zeus, Herrscher des Götterbergs Olymp, hatte zuvor Dionysos’ werdende Mutter getötet, seine Geliebte Semele. Sie war die Tochter der Göttin der Eintracht (Harmonia) und des Königs von Theben (Kadmos). Semele hatte Zeus in seiner wahren Gestalt sehen wollen, um zu prüfen, ob er wirklich er selbst sei. Dazu war sie angestachelt worden von Hera, der eifersüchtigen Gattin (und Schwester) von Zeus. Semele wusste allerdings nicht, dass die eigentliche Erscheinungsform von Zeus der Blitz ist. Als Zeus sich ihr schließlich in seinem „vollen Glanz“ zeigt, verbrennt Semele, wie von einem Blitz getroffen, und mit ihr auch ihr Palast in der Stadt Theben. Das Kind in ihrem Leib wird jedoch vom Schutzgott Hermes gerettet, und Zeus näht sich seinen Sohn in seinen eigenen Oberschenkel ein, um ihn auszutragen.
So wird schließlich Dionysos geboren, von den Römern Bacchus genannt, der einzige unsterbliche Gott von einer menschlichen Mutter. Er ist auch der Gott des Tanzes, des Theaters, des Rausches, der Ekstase und des Wahnsinns (siehe Dionysos Eleuthereus), außerdem entdeckte er auf dem Berg Nysa (seinem Geburtsort) den Weinanbau und dessen Kelterung. Dionysos genoss deshalb hohe Verehrung bei den olympischen Göttern, bei seinen vielen Anhängern im griechischen und später auch im römischen Kulturraum. Ihm zu Ehren blühte über viele Jahrhunderte ein lebhafter Dionysoskult mit berühmten Festspielen, den Dionysien (siehe auch Wein in der antiken Mythologie). Aus den ursprünglichen kultischen Gesangs-, Tanz- und Opferritualen entwickelten sich später die griechische Tragödie und die griechische Komödie, zunächst in religiösen Zusammenhängen.
Ein weiterer Geburtsmythos von Zeus ist seine „Kopfgeburt“ der Athene, Gründergöttin der griechischen Stadt Athen.

## Interpretation
Die Schenkelgeburt wird dem Weingott entsprechend als mythologisches Bild für das Veredeln des Weinstocks gesehen, bei dem ein neuer Edelzweig mit einem alten Pflanzenstamm zusammengefügt wird (Aufpfropfen). Das Eingenähtwerden von Dionysos entspricht einem seiner Beinamen: Eiraphiotes „der eingenäht wurde“, beispielsweise in lederne Weinschläuche.
Der Religionswissenschaftler Karl Kerényi unterschied 1975 verschiedene mythologische Schichten bei der Schenkelgeburt. Grundlegend sei die Symbolik des Oberschenkels als männlicher Phallus, der im Rahmen jährlicher Fruchtbarkeitskulte zur Verbindung mit dem Weiblichen zu opfern sei: „Die Erfindung einer Geburt aus dem Schenkel […] betonte grausam die ewige, notwendige Selbstopferung der männlichen Lebenskraft an das weibliche Geschlecht: ein Opfer, das dem ganzen Menschengeschlecht galt.“